# Discografia de Ashanti
A discografia de Ashanti, uma cantora e compositora norte-americana, consiste em cinco álbuns de estúdio, um de vídeo e quatro compilações. Lançou vinte e nove singles (incluindo dois de caridade e quatorze como artista convidada), além de sete canções que foram adicionadas nas trilhas sonoras de diversos filmes.
Seu álbum homônimo de estreia, lançado em abril de 2002, estreou em primeiro lugar na Billboard 200, vendendo mais de 503 mil cópias na primeira semana. Com a boa vendagem do disco em sua estreia, Ashanti se tornou a artista feminina de R&B com melhor vendagem na semana de estreia — recorde foi quebrado posteriormente por Mary J. Blige, com o disco The Breakthrough. Nos Estados Unidos o disco foi certificado pela Recording Industry Association of America (RIAA) como platina tripla e no Reino Unido como platina, mundialmente vendeu mais de 6 milhões de cópias. "Foolish" primeiro single do álbum, permaneceu por dez semanas consecutivas em primeiro lugar na Billboard Hot 100, na Austrália foi certificado pela Australian Recording Industry Association (ARIA) como platina.
Em 2003, seu segundo trabalho, Chapter II, estreou em primeiro lugar na Billboard 200, por vender na semana de lançamento 326 mil cópias. Mundialmente vendeu mais de 2,5 milhões de cópias e nos Estados Unidos foi certificado como platina pela Recording Industry Association of America (RIAA). "Rock wit U (Awww Baby)", primeira música de trabalho, teve um bom desempenho nas tabelas musicais e alcançou a segunda posição na Billboard Hot 100.
A cantora lançou em dezembro de 2004 seu terceiro álbum de estúdio, Concrete Rose, o disco estreou na sétima posição na Billboard 200 e na semana de estreia vendeu 254 mil cópias. A Recording Industry Association of America (RIAA) certificou o álbum como platina e de acordo com a Nielsen SoundScan, seu terceiro disco vendeu 871 mil unidades nos Estados Unidos. "Only U" primeira música de trabalho do álbum teve um desempenho moderado nas tabelas musicais, alcançando a décima terceira posição na Billboard Hot 100 e sendo certificado pela Recording Industry Association of America (RIAA) como ouro. No dia 3 de junho de 2008, ela lançou seu quarto álbum de estúdio. Nos Estados Unidos o álbum teve um bom desempenho nas tabelas musicais, alcançando a sexta posição na Billboard 200 e a segunda posição na R&B/Hip-Hop Albums. "The Way That I Love You" foi lançado como o primeiro single do quarto álbum, alcançando a posição de número 37 nos Estados Unidos e de 96 na Austrália.

## Álbuns

### Álbuns de estúdio
| Álbum | Melhor posição | Melhor posição | Melhor posição | Melhor posição | Melhor posição | Melhor posição | Melhor posição | Melhor posição | Melhor posição | Melhor posição | Melhor posição | Vendas e certificações                                                                                              |
| Álbum | EUA            | EUA R&B        | ALE            | AUS            | CAN            | FRA            | HOL            | JAP            | NZL            | SUI            | UK             | Vendas e certificações                                                                                              |
| --- | -------------- | -------------- | -------------- | -------------- | -------------- | -------------- | -------------- | -------------- | -------------- | -------------- | -------------- | --- |
| Ashanti - Lançado: 2 de abril de 2002 - Gravadora: Murder Inc. / Island Def Jam - Formatos: CD, download digital           | 1              | 1              | 10             | 10             | 5              | 29             | 12             | 14             | 15             | 15             | 3              | - Vendas mundiais: 6 milhões - Vendas nos EUA: 3 milhões - EUA: 3× Platina - AUS: Ouro - CAN: Platina - UK: Platina |
| Chapter II - Lançado: 1 de julho de 2003 - Gravadora: Murder Inc. / Island Def Jam - Formatos: CD, download digital        | 1              | 1              | 12             | 19             | 5              | 62             | 26             | 9              | 22             | 9              | 5              | - Vendas mundiais: 3,5 milhões - Vendas nos EUA: 1,5 milhões - EUA: Platina - UK: Prata                             |
| Ashanti's Christmas - 18 de dezembro de 2003 - Gravadora: The Inc. - Formatos: CD, download digital                        | 59             | 10             | —              | —              | —              | —              | —              | 48             | —              | —              | —              | - Vendas nos EUA: 100 mil                                                                                           |
| Concrete Rose - Lançado: 14 de dezembro de 2004 - Gravadora: Murder Inc. / Island Def Jam - Formatos: CD, download digital | 7              | 2              | 36             | —              | —              | 98             | 73             | 16             | —              | 66             | 25             | - Vendas nos EUA: 1 milhão - EUA: Platina - UK: Ouro                                                                |
| The Declaration - Lançado: 3 de junho de 2008 - Gravadora: The Inc., Universal Motown - Formatos: CD, download digital     | 6              | 2              | —              | —              | —              | —              | —              | 26             | —              | —              | —              | - Vendas nos EUA: 300 mil                                                                                           |
| Braveheart - Lançado: 4 de março de 2014 - Gravadora: Written Entertainment / eOne Music - Formatos: CD, download digital  | 10             | —              | —              | —              | —              | —              | —              | —              | —              | —              | —              | - Vendas nos EUA: 50 mil                                                                                            |
| "—" Não entrou na tabela musical deste país.                                                                               |                |                |                |                |                |                |                |                |                |                |                | |

### Álbuns de compilação
| Ano  | Álbum | Melhor posição | Melhor posição | Melhor posição |
| Ano  | Álbum | EUA            | EUA R&B        | JAP            |
| ---- | --- | -------------- | -------------- | -------------- |
| 2003 | 7 Series Sampler: Ashanti - 20 de maio de 2003 - Gravadora: Murder Inc. / Island Def Jam - Formatos: CD, download digital | 142            | 87             | –              |
| 2004 | Can't Stop - 2004 - Gravadora: Simply Music, Farm Records - Formatos: CD, download digital                                | –              | –              | 259            |
| 2005 | Collectables by Ashanti - 6 de dezembro de 2005 - Gravadora: The Inc., Island Def Jam - Formatos: CD, download digital    | 59             | 10             | 155            |
| 2009 | The Vault - 18 de fevereiro de 2009 - Gravadora: AJM Records - Formatos: CD, download digital                             | –              | –              | 110            |

## Singles

### Como artista principal
| Ano                                          | Título                                       | Melhor posição | Melhor posição | Melhor posição | Melhor posição | Melhor posição | Melhor posição | Melhor posição | Melhor posição | Melhor posição | Melhor posição | Certificação            | Álbum         |
| Ano                                          | Título                                       | EUA            | EUA R&B        | ALE            | AUS            | CAN            | IRL            | HOL            | NZL            | SUI            | UK             | Certificação            | Álbum         |
| -------------------------------------------- | -------------------------------------------- | -------------- | -------------- | -------------- | -------------- | -------------- | -------------- | -------------- | -------------- | -------------- | -------------- | ----------------------- | ------------- |
| 2002                                         | "Foolish"                                    | 1              | 1              | 26             | 6              | —              | 14             | 12             | 8              | 15             | 4              | AUS – Platina           | Ashanti       |
| 2002                                         | "Happy"                                      | 8              | 6              | 41             | 29             | —              | 22             | 10             | 19             | 24             | 13             |                         | Ashanti       |
| 2002                                         | "Baby"                                       | 15             | 7              | 89             | —              | —              | —              | 48             | —              | —              | —              |                         | Ashanti       |
| 2003                                         | "Rock wit U (Awww Baby)"                     | 2              | 4              | 41             | 19             | 4              | 21             | 28             | 24             | 33             | 7              | Chapter II              |               |
| 2003                                         | "Rain on Me"                                 | 7              | 2              | 70             | —              | 27             | —              | —              | —              | 85             | 19             | Chapter II              |               |
| 2004                                         | "Breakup 2 Makeup (Remix)" (com Black Child) | —              | 76             | —              | —              | —              | —              | —              | —              | —              | —              | Collectables by Ashanti |               |
| 2004                                         | "Only U"                                     | 13             | 10             | 2              | 24             | —              | 4              | 18             | 14             | 12             | 2              | EUA – Ouro              | Concrete Rose |
| 2005                                         | "Don't Let Them"                             | —              | —              | —              | —              | —              | —              | —              | —              | —              | 38             |                         | Concrete Rose |
| 2005                                         | "Still on It" (com Paul Wall e Method Man)   | —              | 55             | —              | —              | —              | —              | —              | —              | —              | —              | Collectables by Ashanti |               |
| 2007                                         | "Hey Baby (After the Club)"                  | —              | 87             | —              | —              | —              | —              | —              | —              | —              | —              | The Declaration         |               |
| 2008                                         | "The Way That I Love You"                    | 37             | 2              | —              | 96             | —              | —              | —              | —              | —              | —              | The Declaration         |               |
| 2008                                         | "Good Good"                                  | —              | 30             | —              | —              | —              | —              | —              | —              | —              | —              | The Declaration         |               |
| 2011                                         | "The Woman You Love"                         | —              | 59             | —              | —              | —              | —              | —              | —              | —              | —              | Braveheart              |               |
| 2013                                         | "That’s What We Do" (com R.Kelly)            | —              | —              | —              | —              | —              | —              | —              | —              | —              | —              | Braveheart              |               |
| 2013                                         | "Never Should Have"                          | —              | —              | —              | —              | —              | —              | —              | —              | —              | —              | Braveheart              |               |
| "—" Não entrou na tabela musical deste país. |                                              |                |                |                |                |                |                |                |                |                |                |                         |               |

### Como artista convidada
| Ano                                          | Título                                                                                 | Melhor posição | Melhor posição | Melhor posição | Melhor posição | Melhor posição | Melhor posição | Melhor posição | Melhor posição | Melhor posição | Melhor posição | Certificação           | Álbum                              |
| Ano                                          | Título                                                                                 | EUA            | AUS            | AUT            | CAN            | ALE            | IRL            | HOL            | NZL            | SUI            | UK             | Certificação           | Álbum                              |
| -------------------------------------------- | -------------------------------------------------------------------------------------- | -------------- | -------------- | -------------- | -------------- | -------------- | -------------- | -------------- | -------------- | -------------- | -------------- | ---------------------- | ---------------------------------- |
| 2001                                         | "How We Roll" (Big Pun com Ashanti)                                                    | —              | —              | —              | —              | —              | —              | —              | —              | —              | —              |                        | Endangered Species                 |
| 2001                                         | "Always on Time" (Ja Rule com Ashanti)                                                 | 1              | 3              | —              | 16             | 22             | 22             | 11             | 2              | 4              | 6              | AUS – Ouro             | Pain Is Love                       |
| 2002                                         | "What's Luv?" (Fat Joe com Ashanti e Ja Rule)                                          | 2              | 4              | 33             | 12             | 10             | 17             | 7              | 5              | 2              | 4              | AUS – Ouro             | Jealous Ones Still Envy (J.O.S.E.) |
| 2002                                         | "Down 4 U" (Irv Gotti presents The Inc. com Ja Rule, Ashanti, Charli Baltimore e Vita) | 6              | —              | —              | —              | —              | —              | 22             | 23             | 43             | 4              |                        | Irv Gotti Presents: The Inc.       |
| 2002                                         | "Mesmerize" (Ja Rule com Ashanti)                                                      | 2              | 5              | —              | 19             | 71             | 19             | 33             | 3              | 79             | 12             | AUS – Platina          | The Last Temptation                |
| 2003                                         | "Into You" (Fabolous com Ashanti)                                                      | 4              | 4              | —              | —              | —              | —              | 37             | —              | 87             | —              |                        | Street Dreams                      |
| 2004                                         | "Wonderful" (Ja Rule com Ashanti e R. Kelly)                                           | 5              | 6              | 47             | —              | —              | 12             | 15             | 6              | 12             | 1              | EUA – Ouro AUS – Ouro  | R.U.L.E.                           |
| 2004                                         | "Southside" (Lloyd com Ashanti)                                                        | —              | —              | —              | —              | —              | —              | —              | —              | —              | —              |                        | Southside                          |
| 2004                                         | "Jimmy Choo" (com Shyne)                                                               | —              | —              | —              | —              | —              | —              | —              | —              | —              | —              | Godfather Buried Alive |                                    |
| 2004                                         | "Wake Up Everybody" (com Vários Artistas)                                              | —              | —              | —              | —              | —              | —              | —              | —              | —              | —              | Wake Up Everybody      |                                    |
| 2006                                         | "Pac's Life" (2Pac com Ashanti e T.I.)                                                 | —              | 34             | —              | —              | —              | 9              | —              | 38             | —              | 21             | Pac's Life             |                                    |
| 2007                                         | "Put a Little Umph in It" (Jagged Edge com Ashanti)                                    | —              | —              | —              | —              | —              | —              | —              | —              | —              | —              | Baby Makin' Project    |                                    |
| 2008                                         | "Body on Me" (Nelly com Ashanti e Akon)                                                | —              | 32             | —              | —              | —              | 12             | —              | 19             | —              | 17             | Brass Knuckles         |                                    |
| 2009                                         | "Want It, Need It" (Plies com Ashanti)                                                 | 96             | —              | —              | —              | —              | —              | —              | —              | —              | —              | Da Realist             |                                    |
| "—" Não entrou na tabela musical deste país. |                                                                                        |                |                |                |                |                |                |                |                |                |                |                        |                                    |

### De caridade
| Ano                                          | Título                                             | Melhor posição | Melhor posição | Melhor posição | Melhor posição | Melhor posição | Melhor posição | Melhor posição | Melhor posição | Melhor posição | Notas |
| Ano                                          | Título                                             | EUA            | EUA R&B        | AUS            | AUT            | CAN            | ITA            | NZL            | SUE            | UK             | Notas |
| -------------------------------------------- | -------------------------------------------------- | -------------- | -------------- | -------------- | -------------- | -------------- | -------------- | -------------- | -------------- | -------------- | --- |
| 2004                                         | "Wake Up Everybody"[A] (com vários artistas)       | —              | —              | —              | —              | —              | —              | —              | —              | —              | Versão regravada por vários artistas com o objetivo de estimular o interesse na eleição presidencial dos Estados Unidos em 2004. |
| 2008                                         | "Just Stand Up!" (com artistas Stand Up to Cancer) | 11             | 87             | 39             | 73             | 10             | 7              | 19             | 51             | 26             | Parte da campanha Stand Up to Cancer.                                                                                            |
| "—" Não entrou na tabela musical deste país. |                                                    |                |                |                |                |                |                |                |                |                | |

### Outras canções
| 2002                                         | "Unfoolish"                                                | 91 | –  | Ashanti          |
| 2003                                         | "Dreams"                                                   | –  | –  | Ashanti          |
| 2005                                         | "Hang Hang (Young Boy, Young Girl)" (N.O.R.E. com Ashanti) | –  | 20 | Canção sem álbum |
| 2005                                         | "Don't Leave Me Alone" (com 7 Aurelius)                    | –  | –  | Concrete Rose    |
| 2005                                         | "Don't Ever Let Me Go" (com Shockwave)                     | –  | –  | Can't Stop       |
| 2007                                         | "Switch"                                                   | –  | –  | Canção sem álbum |
| 2009                                         | "To the Club"                                              | –  | 17 | The Vault        |
| 2009                                         | "Somewhere Over the Rainbow"                               | –  | –  | Canção sem álbum |
| 2011                                         | "Never Too Far Away"                                       | –  | —  | Canção sem álbum |
| "—" Não entrou na tabela musical deste país. |                                                            |    |    |                  |

## Outras aparições
Obs: Algumas das seguintes canções não foram lançadas como single, mas sua contribuição vocal foi creditado em álbuns de outros artistas e de trilhas sonoras. Em algumas casos sua colaboração é citada apenas como vocal de apoio, veja notas para mais informações.

### Em álbuns
| Ano  | Canção                                   | Artista                                                   | Álbum                              | Notas |
| ---- | ---------------------------------------- | --------------------------------------------------------- | ---------------------------------- | ----- |
| 2001 | "How We Roll"                            | Big Pun (com Ashanti)                                     | Endangered Species                 |       |
| 2001 | "Just Like A Thug"                       | Caddillac Tah (com Ashanti)                               | Pov City Hustler (Album Sampler)   |       |
| 2001 | "POV City Anthem"                        | Caddillac Tah                                             | The Fast and the Furious           | [B]   |
| 2001 | "The INC."                               | Ja Rule (com Ashanti, Caddillac Tah e Black Child)        | Pain Is Love                       |       |
| 2001 | "Always on Time"                         | Ja Rule (com Ashanti)                                     | Pain Is Love                       |       |
| 2002 | "I'm Real (Murder Remix)"                | Jennifer Lopez (com Ja Rule)                              | J to tha L-O!: The Remixes         | [C]   |
| 2002 | "Ain't It Funny (Murder Remix)"          | Jennifer Lopez (com Ja Rule e Caddillac Tah)              | J to tha L-O!: The Remixes         | [D]   |
| 2002 | "What's Luv?"                            | Fat Joe (com Ashanti e Ja Rule)                           | Jealous Ones Still Envy (J.O.S.E.) |       |
| 2002 | "Unfoolish (Remix)"                      | Ashanti (com The Notorious B.I.G.)                        | We Invented the Remix              |       |
| 2002 | "Down 4 U"                               | Irv Gotti (com Ja Rule, Ashanti, Charli Baltimore e Vita) | Irv Gotti Presents: The Inc.       |       |
| 2002 | "No One Does It Better"                  | Irv Gotti (com Charli Baltimore e Ashanti)                | Irv Gotti Presents: The Inc.       |       |
| 2002 | "The Pledge"                             | Irv Gotti (com Ashanti e Caddillac Tah)                   | Irv Gotti Presents: The Inc.       |       |
| 2002 | "Unfoolish"                              | Irv Gotti (com Ashanti)                                   | Irv Gotti Presents: The Remixes    |       |
| 2002 | "I'm So Happy (Remix)"                   | Ashanti (com Charli Baltimore, Young Merc, D.O. Cannons)  | Irv Gotti Presents: The Remixes    |       |
| 2002 | "The Pledge (Remix)"                     | Irv Gotti (com Ashanti, Ja Rule, Nas e 2Pac)              | Irv Gotti Presents: The Remixes    |       |
| 2002 | "Come-N-Go"                              | Irv Gotti (com Cadillac Tah, Ashanti e Ja Rule)           | Irv Gotti Presents: The Remixes    |       |
| 2002 | "Colors of the Wind"                     | Ashanti (com Lil' Sis Shi Shi)                            | Disneymania                        |       |
| 2002 | "Mesmerize"                              | Ja Rule (com Ashanti)                                     | The Last Temptation                |       |
| 2002 | "The Pledge (Remix)"                     | Irv Gotti (com Ashanti, Ja Rule, Nas e 2Pac)              | The Last Temptation                |       |
| 2003 | "Into You"                               | Fabolous (com Ashanti)                                    | Street Dreams                      |       |
| 2004 | "Southside"                              | Lloyd (com Ashanti)                                       | Southside                          |       |
| 2004 | "Southside (Remix)"                      | Lloyd (com Ashanti e Scarface)                            | Southside                          |       |
| 2004 | "Jimmy Choo"                             | Shyne (com Ashanti)                                       | Godfather Buried Alive             |       |
| 2004 | "Wonderful"                              | Ja Rule (com Ashanti e R. Kelly)                          | R.U.L.E.                           |       |
| 2005 | "1st Time Again"                         | Z-Ro (com Ashanti)                                        | Let the Truth Be Told              |       |
| 2005 | "Colors of the Wind (Soul Sister Remix)" | Ashanti (com Lil' Sis Shi Shi)                            | DisneyRemixMania                   |       |
| 2006 | "Pac's Life"                             | 2Pac (com T.I. e Ashanti)                                 | Pac's Life                         |       |
| 2007 | "Put a Little Umph in It"                | Jagged Edge (com Ashanti)                                 | Baby Makin' Project                |       |
| 2008 | "Body on Me"                             | Nelly (com Ashanti e Akon)                                | Brass Knuckles                     |       |
| 2011 | "Changing the Locks"                     | Jim Jones (com Ashanti)                                   | Capo                               |       |
| 2011 | "Soft Rhodes"                            | Game (com Ashanti)                                        | Purp & Patron                      |       |

### Trilhas sonoras
| Ano  | Canção                                                      | Filme                     |
| ---- | ----------------------------------------------------------- | ------------------------- |
| 2001 | "When a Man Does Wrong"                                     | The Fast and the Furious  |
| 2001 | "Justify My Love" (Vita com Ashanti)                        | The Fast and the Furious  |
| 2002 | "What's Luv?" (Fat Joe com Ashanti)                         | Juwanna Mann              |
| 2005 | "(Gotta Get Outta) Kansas"                                  | The Muppets' Wizard of Oz |
| 2005 | "When I'm With You" (Ashanti e Kermit, Gonzo, Fozzie, Pepe) | The Muppets' Wizard of Oz |
| 2005 | "Good Life"                                                 | The Muppets' Wizard of Oz |
| 2011 | "Never Too Far Away"                                        | Dream House[E]            |

## Videografia

### Álbuns de vídeos
| Ano  | Álbum |
| ---- | --- |
| 2004 | The Making of a Star - Lançamento: 2004 (versão especial com DVD+CD) 2005 (versão com apenas DVD) - Gravadora: The Inc. Records - Formatos: DVD |

### Vídeos musicais
Obs: Em alguns dos seguintes vídeos musicais a cantora faz apenas uma participação sem uma contribuição vocal, veja notas para mais informações.
| Ano  | Título                          | Artista                                                                     | Diretor                   | Notas |
| ---- | ------------------------------- | --------------------------------------------------------------------------- | ------------------------- | ----- |
| 2001 | "How We Roll"                   | Big Pun (com Ashanti)                                                       | Chris Singh, Steve Harris |       |
| 2001 | "Just Like A Thug"              | Caddillac Tah (com Ashanti)                                                 | —                         |       |
| 2001 | "Justify My Love"               | Vita (com Ashanti)                                                          | Hype Williams             |       |
| 2001 | "POV City Anthem"               | Caddillac Tah                                                               | J. Jesses Smith           | [F]   |
| 2001 | "Always on Time"                | Ja Rule (com Ashanti)                                                       | Dave Meyers               |       |
| 2002 | "Ain't It Funny (Murder Remix)" | Jennifer Lopez (com Ja Rule e Caddillac Tah)                                | Cris Judd                 | [G]   |
| 2002 | "Foolish"                       | Ashanti                                                                     | Irv Gotti                 |       |
| 2002 | "What's Luv?"                   | Fat Joe (com Ashanti)                                                       | Bille Woodruff            |       |
| 2002 | "Happy"                         | Ashanti                                                                     | Irv Gotti                 |       |
| 2002 | "Down 4 U"                      | Irv Gotti presents The Inc. (com Ja Rule, Ashanti, Charli Baltimore e Vita) | Irv Gotti                 |       |
| 2002 | "Baby"                          | Ashanti                                                                     | Irv Gotti e Nia Long      |       |
| 2002 | "Colors of the Wind"            | Ashanti (com Lil' Sis Shi Shi)                                              | —                         | [H]   |
| 2002 | "The Pledge (Remix)"            | Irv Gotti (com Ja Rule, Ashanti, Nas, 2Pac)                                 | Irv Gotti                 |       |
| 2002 | "Baby (Remix)"                  | Ashanti (com Crooked I)                                                     | Irv Gotti                 |       |
| 2003 | "Mesmerize"                     | Ja Rule (com Ashanti)                                                       | Irv Gotti                 |       |
| 2003 | "Dreams"                        | Ashanti                                                                     | Juan Carlos               |       |
| 2003 | "Rock wit U (Awww Baby)"        | Ashanti                                                                     | Paul Hunter               |       |
| 2003 | "Dance with My Father"          | Luther Vandross                                                             | Diane Martel              | [I]   |
| 2003 | "Rain on Me"                    | Ashanti                                                                     | Hype Williams             | [J]   |
| 2003 | "Rain on Me (Remix)"            | Ashanti (com Charli Baltimore, Hussein Fatal e Ja Rule)                     | Irv Gotti                 |       |
| 2003 | "Christmas Melody"              | Ashanti                                                                     | Juan Carlos               | [K]   |
| 2004 | "Breakup 2 Makeup (Remix)"      | Ashanti (com Black Child)                                                   | Juan Carlos               |       |
| 2004 | "Southside"                     | Lloyd (com Ashanti)                                                         | Irv Gotti                 |       |
| 2004 | "Southside (remix)"             | Lloyd (com Ashanti e Scarface)                                              | Irv Gotti                 |       |
| 2004 | "Wake Up Everybody"             | Vários artistas                                                             | Gobi                      |       |
| 2004 | "Jimmy Choo"                    | Shyne (com Ashanti)                                                         | Benny Boom                |       |
| 2004 | "Wonderful"                     | Ja Rule (com R. Kelly e Ashanti)                                            | Hype Williams             |       |
| 2004 | "Only U"                        | Ashanti                                                                     | Hype Williams             | [L]   |
| 2004 | "Hope"                          | Twista (com Faith Evans)                                                    | Chris Robinson            | [M]   |
| 2005 | "Don't Let Them"                | Ashanti                                                                     | Irv Gotti e Ashanti       |       |
| 2005 | "Kansas"                        | Ashanti                                                                     | Kirk R. Thatcher          | [N]   |
| 2005 | "When I'm With You"             | Ashanti (com The Muppets)                                                   | Kirk R. Thatcher          | [N]   |
| 2005 | "Still on It"                   | Ashanti (com Paul Wall e Method Man)                                        | Fat Cats                  |       |
| 2006 | "Pac's Life"                    | 2Pac (com Ashanti e T.I.)                                                   | Gobi Rahmi                |       |
| 2008 | "The Way That I Love You"       | Ashanti                                                                     | Kevin Bray                | [O]   |
| 2008 | "Body on Me"                    | Nelly (com Ashanti e Akon)                                                  | Benny Boom                |       |
| 2008 | "Good Good"                     | Ashanti                                                                     | Melina Matsoukas          |       |
| 2009 | "Want It, Need It"              | Plies (com Ashanti)                                                         | Yolande Geralds e Plies   |       |